# Vitis mengziensis
Vitis mengziensis — вид рослин з роду Виноград (Vitis). Ендемік для провінції Юньнань в Китаї. Зростає у лісах, на висоті приблизно 1600 метрів над рівнем моря.

## Опис
Гілки овальні, голі. Вусики нерозгалужені. Листя просте, прилистки опадають. Черешок голий, від 4,5 до 10 см завдовжки. Листкова пластинка овальна, гола, від 11 до 13 см завдовжки та від 7 до 11 см завширшки. Квітконіжка гола, майже гостра, розміром від 2 до 2,5 мм. Бруньки оберненояйцеподібні, розміром від 2 до 2,5 мм. Чашечка гола, край хвилястий.